# Nelė Žilinskienė
Nelė Žilinskienė, vor Heirat Nelė Savickytė (* 29. Dezember 1969 in Telšiai), ist eine ehemalige litauische Leichtathletin, die sich auf den Hochsprung spezialisiert hatte. Sie ersprang eine Bronzemedaille bei Europameisterschaften.

## Sportliche Karriere
Die 1,76 Meter große Nelė Žilinskienė gewann die litauischen Meisterschaften 1991 und 1992 unter ihrem Geburtsnamen Nelė Savickytė. Als Nelė Žilinskienė siegte sie 1993, 1994, 1996 und von 1998 bis 2002. In der Halle ersprang sie die Titel von 1991 bis 1994 sowie 1999 und 2002. Ihre Bestleistung von 1,96 Meter sprang sie erstmals am 2. Juli 1994 bei den litauischen Meisterschaften in Vilnius.
Bei den Olympischen Spielen 1992 in Barcelona wurden in der Qualifikation 1,92 gefordert. Nelė Savickytė schied mit 1,90 Meter aus. 1993 belegte sie mit 1,88 Meter den elften Platz bei den Hallenweltmeisterschaften in Toronto. Bei der Universiade 1993 in Buffalo sprangen alle drei Medaillengewinnerinnen über 1,95 Meter. Gold erhielt Tanya Hughes aus den Vereinigten Staaten, Nelė Žilinskienė bekam die Silbermedaille. Bei den Weltmeisterschaften in Stuttgart schied sie mit 1,90 Meter in der Qualifikation aus. 1994 bei den Europameisterschaften in Helsinki siegte die Slowenin Britta Bilač mit 2,00 Meter vor der Russin Jelena Guljajewa mit 1,96 Meter. Vier weitere Springerinnen meisterten 1,93 Meter, Nelė Žilinskienė erhielt die Bronzemedaille aufgrund der geringeren Anzahl an Fehlversuchen. Im Jahr darauf bei den Weltmeisterschaften 1995 in Göteborg übersprang Žilinskienė in der Qualifikation 1,95 Meter. Im Finale wurde sie zusammen mit Amy Acuff aus den Vereinigten Staaten Achte mit 1,93 Meter.
Im März 1996 bei den Halleneuropameisterschaften in Stockholm erreichte Žilinskienė den vierten Platz mit 1,94 Meter bei gleicher Höhe mit der drittplatzierten Olga Bolşova aus der Republik Moldau. Im August bei den Olympischen Spielen in Atlanta übersprangen dreizehn Athletinnen in der Qualifikation 1,93 Meter. Im Finale belegte Nelė Žilinskienė zusammen mit zwei weiteren Springerinnen den fünften Platz mit 1,96 Meter. 1997 wurde Žilinskienė mit 1,95 Meter Sechste bei den Hallenweltmeisterschaften in Paris-Bercy. Bei den Europameisterschaften 1998 in Budapest schied sie mit 1,87 Meter in der Qualifikation aus. Ein Jahr später bei den Weltmeisterschaften in Sevilla reichten 1,89 Meter nicht für den Finaleinzug. 1,89 Meter sprang sie auch in der Qualifikation bei den Olympischen Spielen 2000 in Sydney, damit erreichte sie den 21. Platz. Bei ihrer letzten großen internationalen Meisterschaftsteilnahme bei den Weltmeisterschaften 2001 in Edmonton sprang Žilinskienė in der Qualifikation im dritten Versuch 1,88 Meter.